# Marco Papa
Marco Papa (Perugia, 16 de marzo de 1958 – Adro, 9 de septiembre de 1999) fue un piloto de motociclismo italiano, que compitió en el Campeonato del Mundo de Motociclismo desde 1980 hasta 1996.

## Biografía
Entre 1982 y 1987 alternó sus participaciones en el Campeonato del Mundo con pruebas en el Campeonato de Europa, siempre en la categoría de 500 cc. Logró dos victorias y además en 1987 fue subcampeón europeo, sin ganar carrera alguna en esa edición. Campeón de Italia en categoría Open en 1991 y 1992, su temporada más exitosa fue en la 1990 cuando finalizó en decimotercer lugar en la categoría de 500cc en el equipo Moto Club Perugia con una Honda NS500. Papa falleció en un accidente de tráfico en 1999, perdiendo el control de su coche en la autopista A4 en Rovato. Una curva del circuito Magione cerca de Perugia está dedicada a él.

## Resultados

### Campeonato del Mundo de Motociclismo

#### Carreras por año
Sistema de puntos desde 1969 a 1987:
| Posición | 1.º | 2.º | 3.º | 4.º | 5.º | 6.º | 7.º | 8.º | 9.º | 10.º |
| Puntos   | 15  | 12  | 10  | 8   | 6   | 5   | 4   | 3   | 2   | 1    |

Sistema de puntos desde 1988 a 1992:
| Posición | 1.º | 2.º | 3.º | 4.º | 5.º | 6.º | 7.º | 8.º | 9.º | 10.º | 11.º | 12.º | 13.º | 14.º | 15.º |
| Puntos   | 20  | 17  | 15  | 13  | 11  | 10  | 9   | 8   | 7   | 6    | 5    | 4    | 3    | 2    | 1    |

(Carreras en negrita indica pole position, carreras en cursiva indica vuelta rápida)
| Año  | Clase | Moto          | 1       | 2       | 3       | 4       | 5       | 6       | 7       | 8       | 9       | 10      | 11      | 12      | 13      | 14      | 15     | Pts. | Pos. |
| ---- | ----- | ------------- | ------- | ------- | ------- | ------- | ------- | ------- | ------- | ------- | ------- | ------- | ------- | ------- | ------- | ------- | ------ | ---- | ---- |
| 1980 | 250cc | Yamaha        | NAT 10  | ESP -   | FRA DNQ | YUG -   | NED -   | BEL 25  | FIN -   | GBR -   | CZE -   | GER -   |         |         |         |         |        | 32.º | 1    |
| 1981 | 500cc | Suzuki        | AUT -   | GER -   | NAT 20  | FRA -   | YUG -   | NED -   | BEL -   | RSM -   | GBR -   | FIN -   | SWE -   |         |         |         |        | NC   | 0    |
| 1982 | 500cc | Suzuki        | ARG -   | AUT Ret | FRA 16  | ESP Ret | NAT -   | NED -   | BEL -   | YUG -   | GBR Ret | SWE -   | RSM Ret | GER -   |         |         |        | NC   | 0    |
| 1983 | 500cc | Suzuki        | RSA -   | FRA -   | NAT 16  | GER -   | ESP -   | AUT -   | YUG -   | NED -   | BEL -   | GBR -   | SWE -   | RSM -   |         |         |        | NC   | 0    |
| 1984 | 500cc | Honda         | RSA -   | NAT 20  | ESP 17  | AUT 19  | GER 29  | FRA -   | YUG -   | NED -   | BEL -   | GBR -   | SWE -   | RSM Ret |         |         |        | NC   | 0    |
| 1985 | 500cc | Suzuki        | RSA -   | ESP -   | GER 26  | NAT 20  | AUT -   | YUG 19  | NED 18  | BEL 25  | FRA -   |         |         |         |         |         |        | NC   | 0    |
| 1985 | 500cc | Paton         |         |         |         |         |         |         |         |         |         | GBR DNQ | SWE -   | RSM 19  |         |         |        | NC   | 0    |
| 1986 | 500cc | Honda         | ESP -   | NAT 10  | GER -   | AUT -   | YUG 16  | NED 18  | BEL -   | FRA -   | GBR -   | SWE DNS | RSM -   |         |         |         |        | 24.º | 1    |
| 1987 | 500cc | Honda         | JPN -   | ESP -   | GER 18  | NAT 16  | AUT -   | YUG -   | NED DNS | FRA -   | GBR -   | SWE -   | CZE -   | RSM 17  | POR -   | BRA -   | ARG -  | NC   | 0    |
| 1988 | 500cc | Honda         | JPN -   | USA -   | ESP Ret | EXP 9   | NAT 24  | GER 14  | AUT Ret | NED 14  | BEL 14  | YUG Ret | FRA 18  | GBR DNS | SWE -   | CZE 12  | BRA -  | 17.º | 17   |
| 1989 | 500cc | Paton         | JPN -   | AUS -   | USA -   | ESP Ret | NAT Ret | GER DNQ | AUT -   | YUG 17  | NED 20  | BEL 18  | FRA Ret | GBR 16  | SWE -   | CZE Ret | BRA -  | NC   | 0    |
| 1990 | 500cc | Honda         | JPN -   | USA -   | ESP -   | NAT 9   | GER 11  | AUT 13  | YUG 6   | NED 14  | BEL DSQ | FRA 9   | GBR 13  | SWE 11  | CZE 13  | HUN 12  | AUS 10 | 14.º | 55   |
| 1991 | 500cc | Honda         | JPN -   | AUS -   | USA -   | ESP 12  | ITA 11  | GER -   |         |         |         | FRA 13  |         |         |         |         |        | 16.º | 36   |
| 1991 | 500cc | Cagiva        |         |         |         |         |         |         | AUT 12  | EUR Ret | NED     |         | GBR 10  | RSM 12  | CZE -   | VDM 13  | MAL 9  | 16.º | 36   |
| 1992 | 500cc | Librenti      | JPN DNQ | AUS Ret | MAL Ret | ESP 24  | ITA Ret | EUR 22  | GER Ret | NED 18  | HUN -   | FRA 18  | GBR 16  |         |         |         |        | NC   | 0    |
| 1992 | 500cc | Cagiva        |         |         |         |         |         |         |         |         |         |         |         | BRA 17  | RSA 16  |         |        | NC   | 0    |
| 1993 | 500cc | Librenti      | AUS Ret | MAL Ret | JPN Ret | ESP Ret | AUT 25  | GER DNQ | NED Ret | EUR Ret |         |         |         | ITA Ret | USA Ret | FIM -   |        | NC   | 0    |
| 1993 | 500cc | ROC Yamaha    |         |         |         |         |         |         |         |         | RSM Ret | GBR -   |         |         |         |         |        | NC   | 0    |
| 1993 | 500cc | Harris Yamaha |         |         |         |         |         |         |         |         |         |         | CZE 21  |         |         |         |        | NC   | 0    |
| 1994 | 500cc | ROC Yamaha    | AUS Ret | MAL Ret | JPN -   | ESP Ret | AUT Ret | GER Ret | NED -   | ITA -   | FRA -   | GBR -   | CZE 19  | USA Ret | ARG Ret | EUR Ret |        | NC   | 0    |
| 1995 | 500cc | Librenti      | AUS -   | MAL -   | JPN -   | ESP -   | GER -   | ITA DNQ | NED -   |         |         |         |         |         |         |         |        | NC   | 0    |
| 1995 | 500cc | ROC Yamaha    |         |         |         |         |         |         |         | FRA Ret | GBR Ret | CZE 23  | BRA Ret | ARG Ret | EUR Ret |         |        | NC   | 0    |
| 1996 | 500cc | ROC Yamaha -  | MAL -   | INA -   | JPN -   | ESP -   | ITA 19  | FRA -   | NED -   | GER -   | GBR -   | AUT -   | CZE -   |         |         |         |        | NC   | 0    |
| 1996 | 500cc | Paton         |         |         |         |         |         |         |         |         |         |         |         | IMO 18  | CAT -   | BRA -   | AUS -  | NC   | 0    |